# Центр єврейської громадськості у Кракові
50°03′11″ пн. ш. 19°56′42″ сх. д. / 50.052925° пн. ш. 19.944866666667° сх. д.
Центр Єврейської Громадськості у Кракові (англ. Jewish Community Centre of Krakow, JCC) єврейський освітньо-культурний центр, розташований у кварталі Казімєж у Кракові, Мйодової вулиці. Будинок стоїть на терені саду за синагогою Темпель, у частині, яка прилягає до сусідніх будинків.

## Діяльність
Головною метою Центру є розбудова єврейської громади у Кракові. ЦЄГ згруповує людей єврейського походження, а також зацікавлених єврейською культурою, релігією та традицією. У Центрі проводяться різноманітні заняття, курси, навчання іноземних мов. Відбуваються також виставки, вернісажі, фестивалі, покази фільмів, промоції книжок і лекції на тему юдаїзму, хасидизму, єврейського закону та правил релігійності. Щотижня у будинку JCC відбувається кошерна шабатова вечеря. На єврейські свята Центр організує зустрічі, вечірки та інші заходи. В JCC активно діє Клуб Сеньйора, Краківський Єврейський Студентський Клуб і міні-дит'ясла. У підвалах знаходиться бібліотека ім. Ремуг, яка створена Єврейським Товариством Чулент у червні 2005 р. Це єдина відкрита для всіх єврейська бібліотека у Кракові. Збірка книг включає приблизно 2000 книжок, переважно ізраїльську прозу, Тору, Талмуд, спогади, альбоми, комікси, підручники та словники.

## Головні напрямки
- Староєврейська мова
- Ідиш
- Англійська мова
- Іспанська мова
- Генеалогічні курси
- Освітні курси
- Танець живота
- Ізраїльський танець
- Йога

## Історія створення
12 червня 2002 р. до Кракова прибув з візитом принц уельський Чарльз. Найбільше захопив його Казімєж. 13 червня 2002 р., під час зустрічі з представниками Єврейської Конфесійної Гміни у Кракові, він дізнався, що гміні потрібно місце, де члени могли б зустрічатися поза синагогою. Принц пообіцяв допомогти. У створенні центру допомогли Всесвітня єврейська допомога i American Jewish Joint Distribution Committee. Однак, довго тривали формальності, пов'язані з дозволом на будівництво.
У вівторок, 14 листопада 2006 р. у синагозі Темпель відбулося урочисте відкриття будівлі Центру. В заході взяли участь Нігель Лейтон, головуючий Всесвітньої єврейської допомоги, Йоссі Ерез, головуючий American Jewish Joint Distribution Committee, Піотр Кадльчік, головуючий Зв'язку Єврейських Конесійних Гмін у Польщі, Тадеуш Якубович, головуючий Єврейської Конфесійної Гміни у Кракові, головний рабин Галичини Едгар Глуцк і рабин Кракова Боаз Паш.
У 2008 році закінчено будівництво Центру. Чотириповерховий будинок з площею близько 800 м² коштував близько 10 млн злотих. Jewish Community Centre став місцем культурних подій та пунктом зустрічей єврейської громадськості. Об'єкт служить не тільки єврейській громадськості та її організаціям, але також всім жителям Кракова та туристам. У центрі є бюро, конференційні зали, ресторан, інтернет-кафе, лікарський кабінет і реабілітаційний зал.
29 квітня 2008 р. до Кракова прибули принц Чарльз і його дружина Камілла, які урочисто відкрили Центр Єврейської Громадськості.